# أوفنباخ أم ماين
أوفنباخ أم ماين (بالألمانية: Offenbach am Main) هي مدينة في ولاية هسن، ألمانيا وتقع على الجهة الجنوبية من نهر الماين. تعد المدينة جزءًا من منطقة فرانكفورت الراين-الماين الحضرية. كان عدد سكانها في ديسمبر 2011 قد بلغ 122,705 نسمة.
اشتهرت المدينة في القرن العشرين بصناعة المكائن وصناعة الجلود، كما أصبحت أيضا مركزا مهما في مجال التصميم الهندسي. يجدر بالذكر أن المدينة لحقها دمار كبير أثناء الحرب العالمية الثانية نتيجة لقصف قوات الحلفاء.
يشكل المهاجرون أكثر من نصف سكان المدينة بخلفيات عرقية مختلفة كالتركية، اليوغوسلافية، العربية، الإيطالية، اليونانية والبولندية.

## أحياء المدينة
تُقسم مدينة أوفنباخ رسميًّا إلى تسعة أحياء وهي كالتالي:
- بيبر
- بورغل
- كايسرلاي
- لاوتربورن
- ماتيلدنفيرتل
- روزنهوها
- رومبنهايم
- تامبلسي
- فالدهايم

## توأمة
لأوفنباخ أم ماين اتفاقيات توأمة مع كل من:
- زمون [الإنجليزية]‏ منذ (1956 - )
- إيش سوغ ألزيت (1956 - )
- حي تاور هامليتس (1956 - )
- بوتو (1955 - )
- نهاريا (1978 - )
- فليتري (1957 - )
- Mödling [الإنجليزية]‏ منذ (1956 - )
- Saint-Gilles, Belgium [الإنجليزية]‏ منذ (1956 - )
- كاواغويه (1983 - )
- ريفاس [الإنجليزية]‏ منذ (1988 - )
- أوريول (1988 - )
- يانغتشو (1997 - )[9]
- كوسيغ (1995 - )

## معرض صور

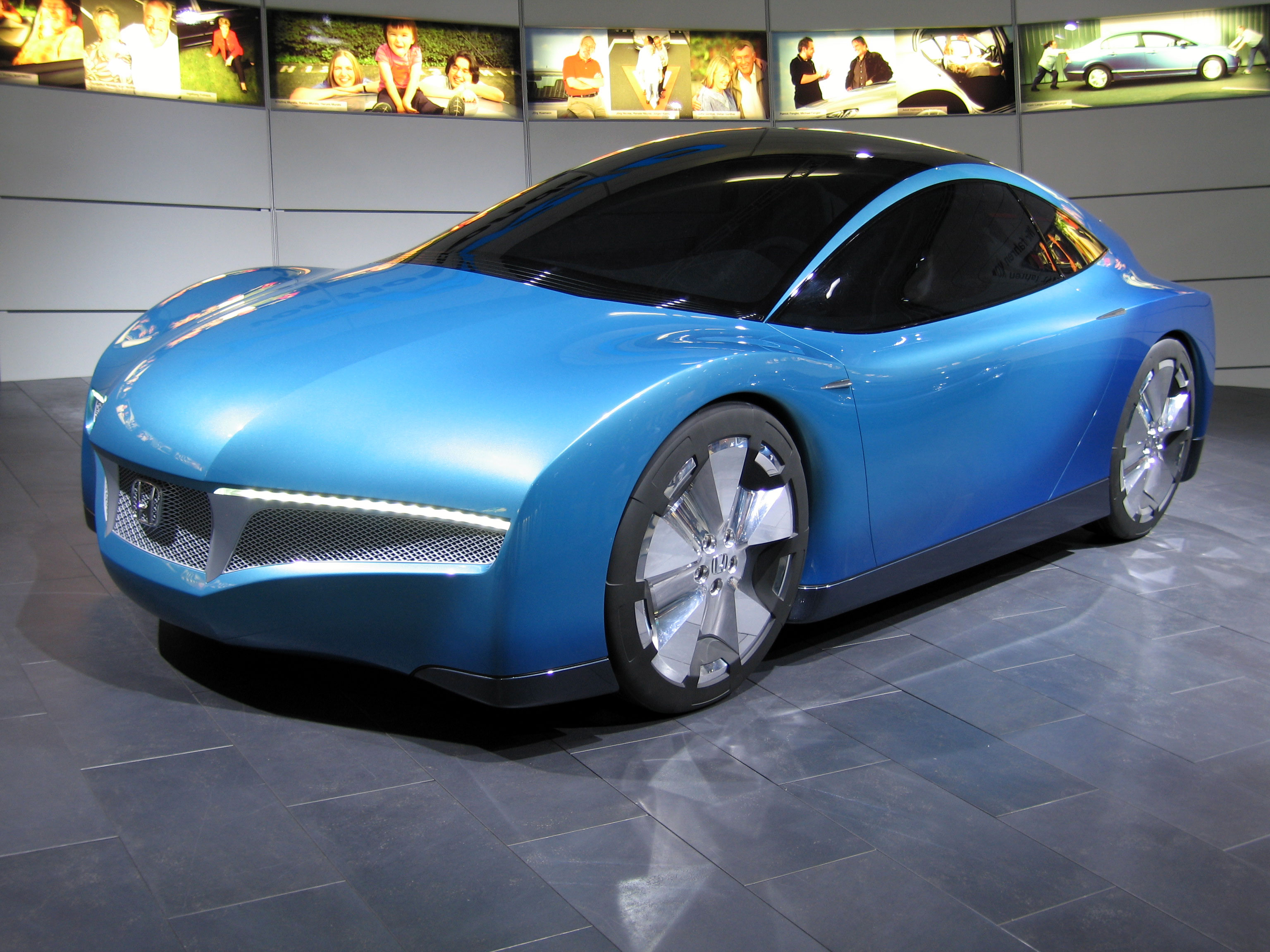
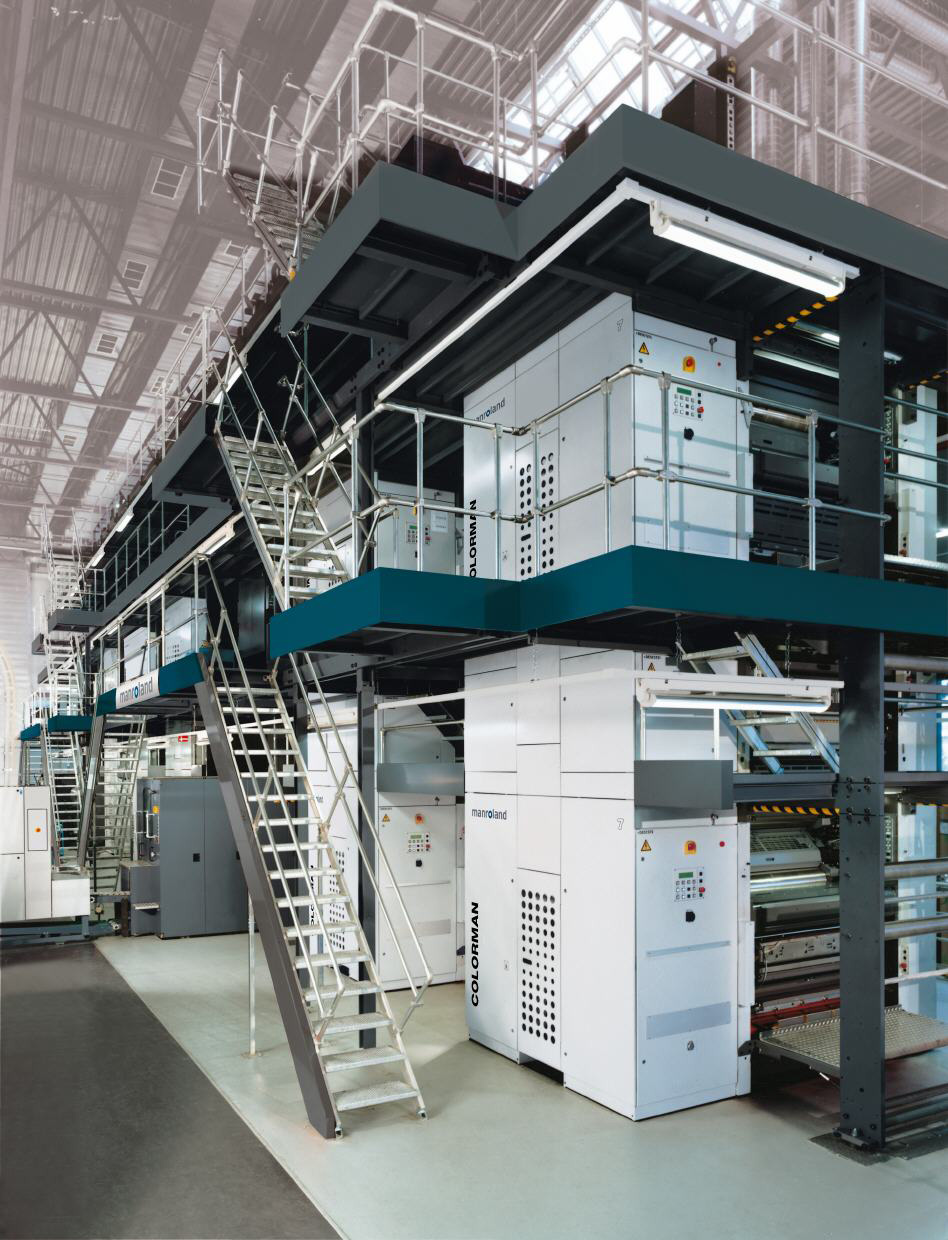
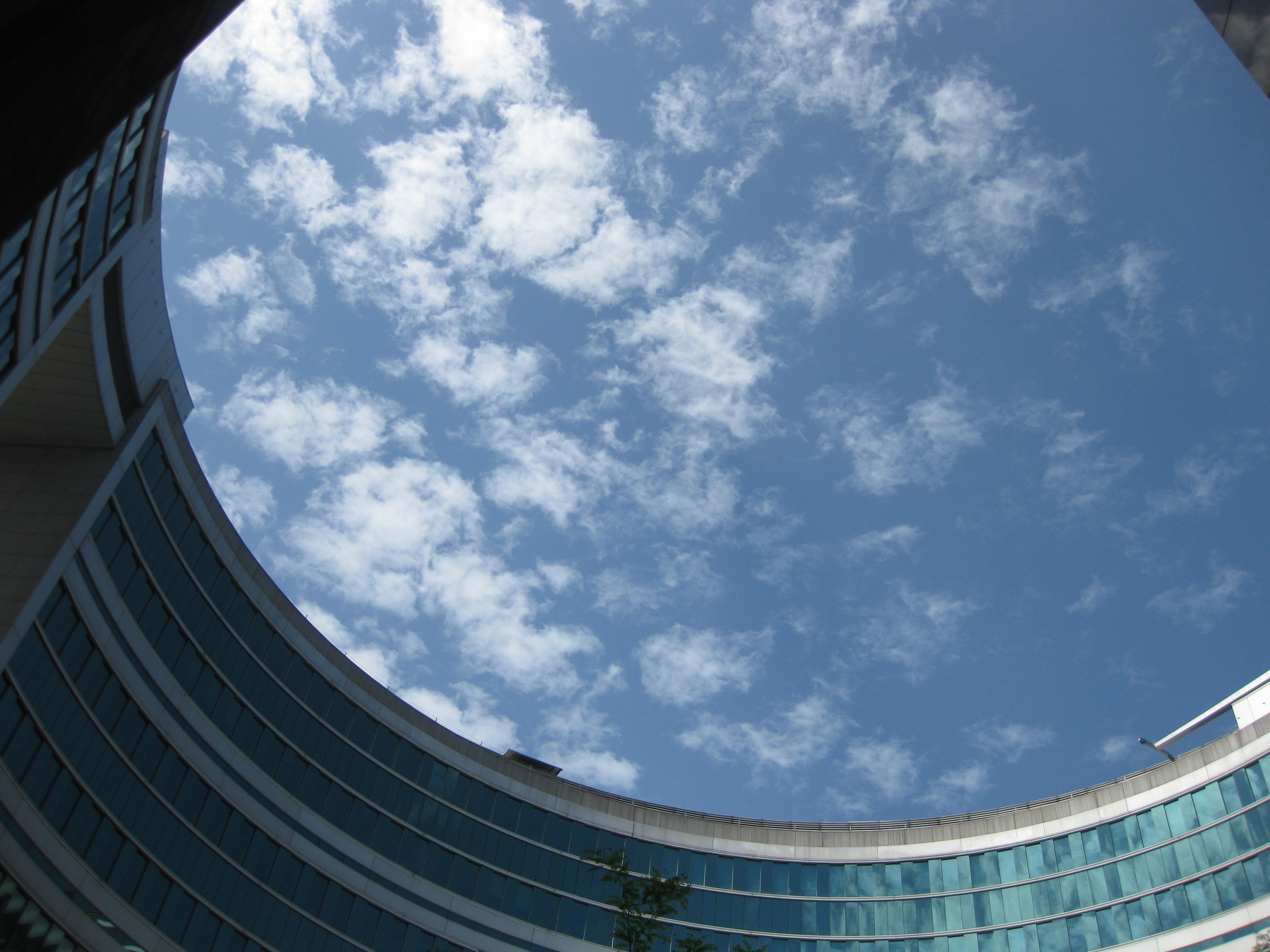
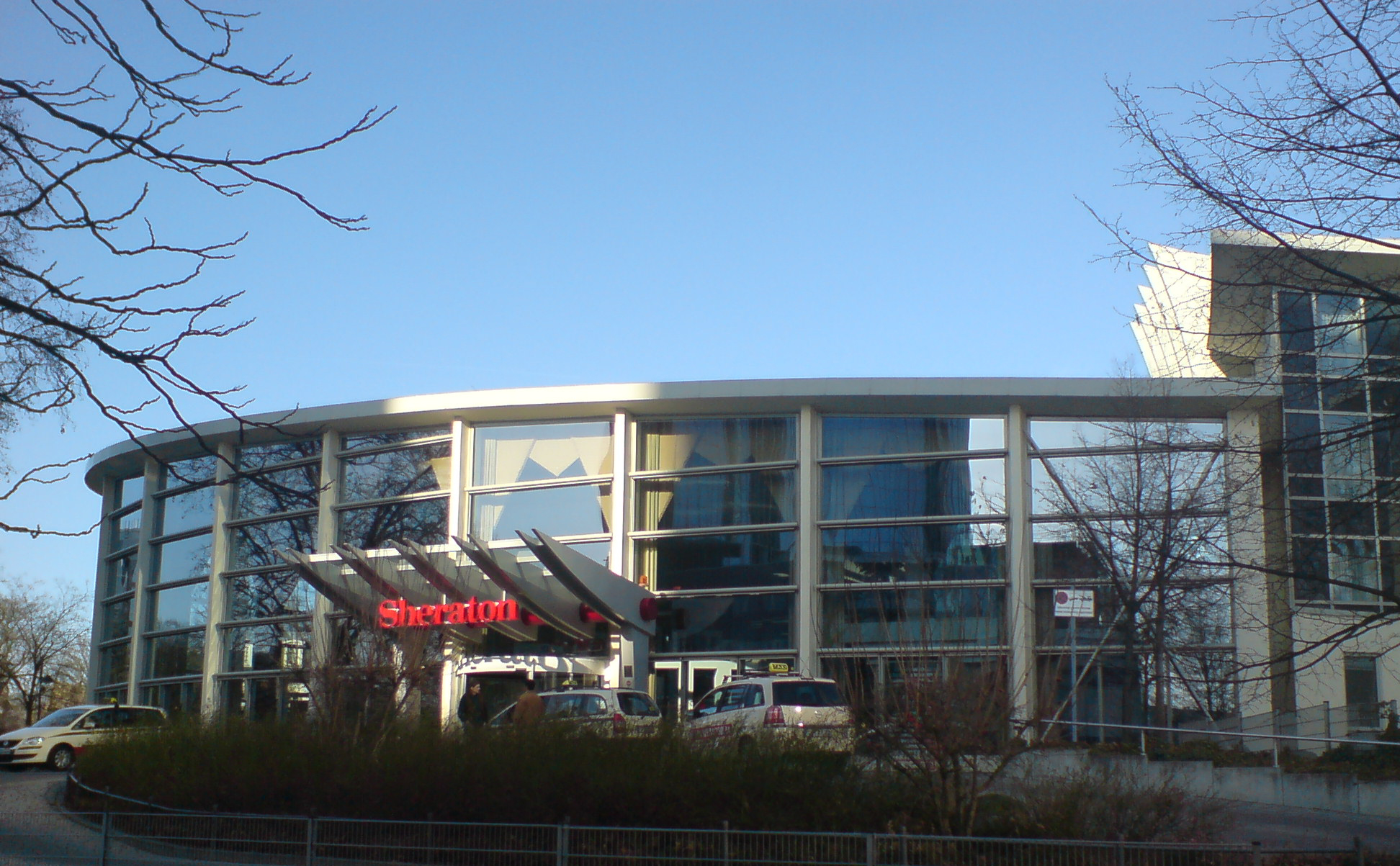

## أعلام
- يوهان أندريه
- ديتر مولر
- كارل بيكر
- برنارد ماير
- جوزيف جان باتيست ألبرت
- يعقوب فرانك
- ليوبولد بوده
- هاينريش فون برنتانو
- غوتفريت بوم
- صوفي فون لاروش
- هيلينا ماير
- أوقست هايم

## وصلات خارجية
- الموقع الرسمي (بالألمانية)